# Оксид таллия(I)
Оксид таллия(I) — бинарное неорганическое соединение металла таллия и кислорода с формулой Tl2O, тёмно-бурые (до чёрного) кристаллы. Является основным оксидом. 

## Получение
- Осторожное окисление таллия кислородом воздуха:

{\displaystyle {\mathsf {4Tl+O_{2}\ {\xrightarrow {140^{o}C}}\ 2Tl_{2}O}}}
- Разложением оксида таллия(III):

{\displaystyle {\mathsf {Tl_{2}O_{3}\ \xrightarrow {500-1000^{o}C} \ Tl_{2}O+O_{2}}}}
- или восстановление его водородом:

{\displaystyle {\mathsf {Tl_{2}O_{3}+2H_{2}\ {\xrightarrow {150-185^{o}C}}\ Tl_{2}O+2H_{2}O}}}
- Разложением гидроокиси таллия:

{\displaystyle {\mathsf {2TlOH\ {\xrightarrow {125^{o}C}}\ Tl_{2}O+2H_{2}O}}}
- или карбоната:

{\displaystyle {\mathsf {Tl_{2}CO_{3}\ {\xrightarrow {300^{o}C}}\ Tl_{2}O+CO_{2}}}}

## Физические свойства
Оксид таллия(I) образует тёмно-бурые (до чёрного) кристаллы тригональной сингонии, пространственная группа R 3m, параметры ячейки a = 0,3516 нм, c = 3,384 нм, Z = 6.
Плавится при 300 °С, образуя жёлтую жидкость, которая очень агрессивно действует на стекло.
Температура кипения ≈ 1000 °С, температура плавления = 303 °С.

## Химические свойства
- Термически устойчив, легко возгоняется и разлагается только при высокой температуре:

{\displaystyle {\ce {2 Tl2O <=>[ >1300C^0] 4Tl + O2 ^}}}
- Реагирует с водой с образованием щёлочи - гидроксида таллия (I):

{\displaystyle {\mathsf {Tl_{2}O+H_{2}O\ {\xrightarrow {}}\ 2TlOH}}}
- с кислотами:

{\displaystyle {\mathsf {Tl_{2}O+2HNO_{3}\ {\xrightarrow {}}\ 2TlNO_{3}+H_{2}O}}}
- Восстанавливается при нагревании с водородом:

{\displaystyle {\mathsf {Tl_{2}O+H_{2}\ {\xrightarrow {500^{o}C}}\ 2Tl+H_{2}O}}}
- Окисляется кислородом при нагревании до оксида таллия (III):

{\displaystyle {\mathsf {Tl_{2}O+O_{2}\ {\xrightarrow {200^{o}C}}\ Tl_{2}O_{3}}}}

## Биологические свойства
Сильно токсичен, оказывает общетоксическое  раздражающее действие, раздражает слизистые оболочки, дыхательные пути и глаза.